# 945 Barcelona
A 945 Barcelona (ideiglenes jelöléssel 1921 JB) a Naprendszer kisbolygóövében található aszteroida. Josep Comas Solà fedezte fel 1921. február 3-án, Barcelonában.